# طراز طبقي
الطراز الطبقي (بالإنجليزية: Stratotype)‏ أو المقطع الطبقي (بالإنجليزية: type section)‏ يشير في الجيولوجيا إلى الموقع المادي أو النتوء الصخري لعرض مرجعي معين لتسلسل طبقي أو حدود طبقية. إذا كانت الوحدة الطبقية مكونة من طبقات، فإنها تسمى الطراز الطبقي، في حين أن معيار المرجع للصخور غير الطبقية هو موطن النمط.